# 里卡尔多内
里卡尔多内（義大利語：Ricaldone），是意大利亚历山德里亚省的一个市镇。总面积10.6平方公里，人口693人，人口密度65.4人/平方公里（2009年）。ISTAT代码为006143。